# Bijoux Medusa
 (avril 2025).
Bijoux Medusa est une bijouterie canadienne. Notamment, elle s'est démarquée dans l'industrie du bijou au Québec en se positionnant comme le seul bijoutier à recevoir les Prix MEI du ministère de l'Économie et de l'Innovation, lors de la première édition de l'Expo Techno 2019.

## L’histoire
L’entreprise a été fondée à Chicoutimi par Julien Duguay en 2017 et leurs magasins sont situés à Chicoutimi, Québec et à Montréal. De plus, ils vendent également des produits en ligne via leur boutique en ligne, leur site web et leur application mobile.
Bijoux Medusa fonctionne comme une entreprise 4.0 spécialisée dans la vente de bijoux en or et en diamant, s’adressant à la fois aux hommes et aux femmes. Leur gamme de produits comprend des bagues, des chaînes, des pendentifs, des colliers, des bracelets, des boucles d’oreilles et des montres. La majorité des modèles sont fabriqués en or 10 carats, avec des options en or 14 carats et 18 carats disponibles sur demande.
Bijoux Medusa a acquis les trois anneaux de la Coupe Stanley de Mario Tremblay  ainsi que le trophée de la Coupe Molson qui sont exposés à la Bijouterie de Québec pour les amateurs de hockey.
En 2022, la Bijouterie Méduse ouvre son nouveau magasin dans le secteur Lebourgneuf à Québec.
En 2023, la Bijouterie Méduse est finaliste pour le prix du détaillant canadien de bijoux de l’année. Ils sont revendeurs agréés de Versace.